# Juan Foyth
Juan Marcos Foyth (La Plata, Argentina; 12 de enero de 1998) es un futbolista argentino que juega como defensor en el Villarreal Club de Fútbol de la Primera División de España.

## Trayectoria
Nació en La Plata, capital de la Provincia de Buenos Aires, Argentina.
Entró a las formativas de Estudiantes de La Plata en el año 2009. En los primeros años se desempeñó como mediocampista, pero fue en la Séptima División cuando el director técnico Martín Gaimaro decidió retrasarlo a la zaga central, en donde juega tanto en clubes como en la selección de fútbol de Argentina.
De muy buen comportamiento fuera de la cancha, en 2015 los encargados del fútbol amateur albirrojo lo eligieron como el jugador destacado del año en la tradicional fiesta del fútbol juvenil que la AFA realiza anualmente en diciembre. En 2016 Fernando Ortiz, entonces entrenador de reserva, puso el ojo en él y le dio rodaje en dicha categoría.
Finalmente, debutó el 19 de marzo en la Primera División de Argentina frente a Patronato, de la mano del director técnico Nelson Vivas. Estudiantes ganó ese partido por 1 a 0 con gol de Leandro Desábato.
El 3 de agosto de 2017 jugó su último partido, el octavo con la camiseta de Estudiantes, frente a Nacional de Potosí en la Copa Sudamericana 2017. El equipo ganó 2-0 con dos goles de Mariano Pavone y clasificó a los octavos de final.
El 30 de agosto de ese año se confirmó su venta al Tottenham Hotspur F. C. de la Premier League de Inglaterra. El club inglés desembolsó 12 500 000 € por su pase, y firmó un contrato por cinco temporadas con apenas un puñado de partidos oficiales.
El sábado 27 de enero de 2018 jugó en la cuarta ronda de la FA Cup contra el Newport County A. F. C., equipo en ese momento de la cuarta división inglesa, partido el cual finalizó empatado 1 a 1.
Tras tres temporadas en el conjunto inglés, el 4 de octubre de 2020 fue cedido al Villarreal C. F. por una temporada con opción de compra al final de la misma, convirtiéndose en el último refuerzo del submarino amarillo para completar la defensa. El 11 de junio de 2021 dicha opción se hizo efectiva y firmó un contrato por cinco años.

## Selección nacional

### Sub-20
Claudio Úbeda lo eligió para ser parte de la selección de Argentina que participó en el Sudamericano Sub-20 de Ecuador que se disputó en enero de 2017.
Participó del torneo internacional juvenil Frenz International Cup 2016 representando a Estudiantes de La Plata y consagrándose campeón del torneo.

### Participaciones en Sudamericanos
| Torneo                   | Sede    | Resultado    | Partidos | Goles |
| ------------------------ | ------- | ------------ | -------- | ----- |
| Sudamericano Sub-20 2017 | Ecuador | Cuarto lugar | 9        | 0     |

### Participaciones en Copas del Mundo
| Torneo                   | Sede          | Resultado      | Partidos | Goles |
| ------------------------ | ------------- | -------------- | -------- | ----- |
| Copa Mundial Sub-20 2017 | Corea del Sur | Fase de grupos | 3        | 0     |

### Selección absoluta
Lionel Scaloni lo llamó para ser parte de la selección absoluta el 28 de septiembre de 2018, de cara a dos amistosos internacionales, uno contra Irak y otro contra Brasil. Además, estuvo en la convocatoria para los amistosos contra México del 16 y 20 de noviembre de 2018, donde debutó ese 16 de noviembre en la victoria por 2-0.
Fue llamado a la Copa América celebrada en tierras brasileñas en el año 2019 por el director técnico Lionel Scaloni. Comenzó en el banquillo ante contra Colombia y Paraguay sin jugar, sería titular hasta el partido contra Catar y se mantendría así durante lo que quedó del torneo en el cual jugó de lateral derecho, Argentina fue eliminada por el anfitrión Brasil por un 2-0,aun así Argentina logró un tercer lugar contra Chile con resultado de 2-1.
Para la Copa América de 2021, que se volvió a celebrar en Brasil, no logró entrar en la convocatoria, título que posteriormente su selección logró ganarle en el mítico Maracaná a Brasil
la final cobrando revancha contra por la pasada eliminación.

### Participaciones en Copas del Mundo
El 13 de diciembre de 2022 Juan Foyth debuta en el Copa Mundial Fútbol de Catar ingresando a los 85 minutos reemplazando a Nahuel Molina, en el triunfo del equipo argentino sobre Croacia por 3 a 0 en semifinales.
| Mundial           | Sede  | Resultado | Partidos | Goles |
| ----------------- | ----- | --------- | -------- | ----- |
| Copa Mundial 2022 | Catar | Campeón   | 1        | 0     |

### Participaciones en Copa América
| Torneo            | Sede   | Resultado     | Partidos | Goles |
| ----------------- | ------ | ------------- | -------- | ----- |
| Copa América 2019 | Brasil | Tercer puesto | 4        | 0     |

#### Participaciones en Copa de Campeones Conmebol-UEFA
| Torneo                               | Sede       | Resultado | Partidos | Goles |
| ------------------------------------ | ---------- | --------- | -------- | ----- |
| Copa de Campeones Conmebol-UEFA 2022 | Inglaterra | Campeón   | 1        | 0     |

## Estadísticas

### Clubes
Actualizado al último partido disputado el 10 de mayo de 2025.
| Club                               | Div.          | Temporada     | Liga  | Liga  | Liga   | Copas nacionales | Copas nacionales | Copas nacionales | Copas internacionales | Copas internacionales | Copas internacionales | Total | Total | Total  |
| Club                               | Div.          | Temporada     | Part. | Goles | Asist. | Part.            | Goles            | Asist.           | Part.                 | Goles                 | Asist.                | Part. | Goles | Asist. |
| ---------------------------------- | ------------- | ------------- | ----- | ----- | ------ | ---------------- | ---------------- | ---------------- | --------------------- | --------------------- | --------------------- | ----- | ----- | ------ |
| Estudiantes de La Plata Argentina  | 1.ª           | 2016-17       | 7     | 0     | 0      | —                | —                | —                | 2                     | 0                     | 0                     | 9     | 0     | 0      |
| Estudiantes de La Plata Argentina  | Total club    | Total club    | 7     | 0     | 0      | 0                | 0                | 0                | 2                     | 0                     | 0                     | 9     | 0     | 0      |
| Tottenham Hotspur F. C. Inglaterra | 1.ª           | 2017-18       | 0     | 0     | 0      | 7                | 0                | 0                | 1                     | 0                     | 0                     | 8     | 0     | 0      |
| Tottenham Hotspur F. C. Inglaterra | 1.ª           | 2018-19       | 12    | 1     | 0      | 3                | 0                | 0                | 2                     | 0                     | 0                     | 17    | 1     | 0      |
| Tottenham Hotspur F. C. Inglaterra | 1.ª           | 2019-20       | 4     | 0     | 0      | 0                | 0                | 0                | 3                     | 0                     | 0                     | 7     | 0     | 0      |
| Tottenham Hotspur F. C. Inglaterra | Total club    | Total club    | 16    | 1     | 0      | 10               | 0                | 0                | 6                     | 0                     | 0                     | 32    | 1     | 0      |
| Villarreal C. F. · España          | 1.ª           | 2020-21       | 16    | 0     | 0      | 4                | 0                | 1                | 12                    | 1                     | 1                     | 32    | 1     | 2      |
| Villarreal C. F. · España          | 1.ª           | 2021-22       | 25    | 1     | 1      | 2                | 0                | 0                | 11                    | 0                     | 0                     | 38    | 1     | 1      |
| Villarreal C. F. · España          | 1.ª           | 2022-23       | 24    | 1     | 0      | 3                | 0                | 2                | 3                     | 0                     | 0                     | 30    | 1     | 2      |
| Villarreal C. F. · España          | 1.ª           | 2023-24       | 12    | 1     | 1      | 1                | 0                | 0                | 3                     | 0                     | 0                     | 16    | 1     | 1      |
| Villarreal C. F. · España          | 1.ª           | 2024-25       | 17    | 1     | 0      | 0                | 0                | 0                | —                     | —                     | —                     | 17    | 1     | 0      |
| Villarreal C. F. · España          | Total club    | Total club    | 94    | 4     | 2      | 10               | 0                | 3                | 29                    | 1                     | 1                     | 133   | 5     | 6      |
| Total carrera                      | Total carrera | Total carrera | 117   | 5     | 2      | 20               | 0                | 3                | 37                    | 1                     | 1                     | 174   | 6     | 6      |

### Selecciones
| Selección                                                                                           | Temporada     | Amistosos | Amistosos | Amistosos | Sudamérica(1) | Sudamérica(1) | Sudamérica(1) | Mundial(2) | Mundial(2) | Mundial(2) | Total | Total | Total  |
| Selección                                                                                           | Temporada     | Part.     | Goles     | Asist.    | Part.         | Goles         | Asist.        | Part.      | Goles      | Asist.     | Part. | Goles | Asist. |
| --------------------------------------------------------------------------------------------------- | ------------- | --------- | --------- | --------- | ------------- | ------------- | ------------- | ---------- | ---------- | ---------- | ----- | ----- | ------ |
| Sub-20 Argentina                                                                                    | 2017          | —         | —         | —         | 9             | 0             | 0             | 3          | 0          | 0          | 12    | 0     | 0      |
| Sub-20 Argentina                                                                                    | Total         | 0         | 0         | 0         | 9             | 0             | 0             | 3          | 0          | 0          | 12    | 0     | 0      |
| Absoluta Argentina                                                                                  | 2018          | 1         | 0         | 0         | —             | —             | —             | —          | —          | —          | 1     | 0     | 0      |
| Absoluta Argentina                                                                                  | 2019          | 5         | 0         | 0         | 4             | 0             | 0             | —          | —          | —          | 9     | 0     | 0      |
| Absoluta Argentina                                                                                  | 2020          | —         | —         | —         | 1             | 0             | 0             | —          | —          | —          | 1     | 0     | 0      |
| Absoluta Argentina                                                                                  | 2021          | —         | —         | —         | 2             | 0             | 0             | —          | —          | —          | 2     | 0     | 0      |
| Absoluta Argentina                                                                                  | 2022          | 2         | 0         | 0         | 1             | 0             | 0             | 1          | 0          | 0          | 4     | 0     | 0      |
| Absoluta Argentina                                                                                  | 2023          | 1         | 0         | 0         | -             | -             | -             | —          | —          | —          | 1     | 0     | 0      |
| Absoluta Argentina                                                                                  | Total         | 9         | 0         | 0         | 8             | 0             | 0             | 1          | 0          | 0          | 18    | 0     | 0      |
| Total carrera                                                                                       | Total carrera | 9         | 0         | 0         | 17            | 0             | 0             | 4          | 0          | 0          | 30    | 0     | 0      |
| (1) Incluye los partidos del Sudamericano Sub-20 (2017), Copa América y Eliminatorias Sudamericanas |               |           |           |           |               |               |               |            |            |            |       |       |        |

### Resumen estadístico
| Competición            | Partidos | Goles | Promedio | Asistencias | Promedio | Goles y asistencias | Promedio |
| ---------------------- | -------- | ----- | -------- | ----------- | -------- | ------------------- | -------- |
| Primera División       | 99       | 4     | 0,00     | 1           | 0,00     | 5                   | 0,00     |
| Copas nacionales       | 20       | 0     | 0,00     | 3           | 0,00     | 3                   | 0,00     |
| Copas internacionales  | 35       | 1     | 0,00     | 1           | 0,00     | 2                   | 0,00     |
| Selección de Argentina | 18       | 0     | 0,00     | 0           | 0,00     | 0                   | 0,00     |
| Total                  | 172      | 5     | 0,00     | 5           | 0,00     | 10                  | 0,00     |

## Palmarés

### Campeonatos juveniles
| Competición                  | Equipo                         | Sede    | Resultado |
| ---------------------------- | ------------------------------ | ------- | --------- |
| Frenz International Cup 2016 | Estudiantes de La Plata Sub-19 | Malasia | Campeón   |

### Campeonatos internacionales
| Título                          | Equipo                 | Sede    | Año  |
| ------------------------------- | ---------------------- | ------- | ---- |
| Liga Europa de la UEFA          | Villarreal C. F.       | Gdansk  | 2021 |
| Copa de Campeones Conmebol-UEFA | Selección de Argentina | Londres | 2022 |
| Copa Mundial de la FIFA         | Selección de Argentina | Catar   | 2022 |

### Distinciones individuales
| Distinción                                | Año  |
| ----------------------------------------- | ---- |
| Equipo ideal de la Liga Europa de la UEFA | 2021 |